# Rothenburg/Oberlausitz
Rothenburg/Oberlausitz (officiellt: Rothenburg/O.L.) är en stad (Kleinstadt) i Landkreis Görlitz i förbundslandet Sachsen i Tyskland. Staden  har cirka 4 300 invånare.
Staden ingår i förvaltningsområdet Rothenburg/O.L. tillsammans med kommunen Hähnichen.